# Dietrich Stobbe
Dietrich Stobbe (født 25. marts 1938 i Weepers, Østpreussen, død 19. februar 2011) var en tysk politiker, der har repræsenteret SPD.
Stobbe var uddannet i statskundskab fra Deutsche Hochschule für Politik og Freie Universität Berlin i 1962.
I 1960 blev Stobbe medlem af SPD. Han blev medlem af bystyret i Vestberlin i 1973 og var borgmester i Vestberlin 1977-1981 og fra 1979-1981 tillige formand for partiet i Vestberlin. Han var formand for Bundesrat i 1978-1979. Desuden var han medlem af partiets landsledelse 1977-1982. I 1983 blev han medlem af Bundestag, hvor han sad frem til 1990.
Stobbe døde 19. februar 2011 som 72-årig.